# Dexerto
Dexerto est un site web britannique d'actualités sur les jeux vidéo et le divertissement exploité par Dexerto Limited ,. Fondé en 2015 et basé à Londres, le site se concentrait à l'origine sur l'esport, mais s'est ensuite orienté vers une couverture de style tabloïd des jeux vidéo et de la culture internet, avec un accent particulier sur les personnalités d'internet .

## Histoire
Dexerto, fondé le 19 mars 2015 par Joshua Nino, Chris Marsh, Mike Kent et Nicolas Hulsmans, se consacrait initialement à la couverture médiatique de l'esport,. À ses débuts, la plateforme consistait en deux sites web distincts : l’un en anglais et l’autre en français, auxquels s’est ajouté un site en espagnol.
Au fil du temps, Dexerto élargi sa ligne éditoriale. Selon un article de Business Insider publié en 2022, le site s'est orienté vers une couverture plus générale de la culture en ligne, mettant en avant des sujets liés aux drames et controverses dans le domaine du gaming et au-delà, tout en maintenant une certaine attention à l’esport. Rod Breslau, analyste en esports, qualifie Dexerto de « TMZ des sports électroniques ».
Joshua Nino, l’un des fondateurs, décrit le site comme une combinaison de « blogueurs amateurs et de journalistes expérimentés dans l’esport ». Cependant, Dexerto fait parfois l’objet de critiques. Des personnalités en ligne, telles que Pokimane, l’accusent de produire des contenus sensationnalistes ou piège à clics à leur sujet..
En 2018, le directeur de Dexerto, Mike Kent, remporte conjointement le titre de « Reporter de l'année » lors des UK Esports Awards. En 2020, Axios décrit Dexerto comme « le média [esports] indépendant le plus en vue ». La même année, le site nomme le journaliste vétéran Richard Lewis au poste de rédacteur en chef.
En 2022, Dexerto franchi une étape importante en attirant plus de 30 millions d’utilisateurs mensuels et en déclarant des revenus de plus de 10 millions de dollars. Cependant, cette année-là, le site est également impliqué dans une controverse. Après qu’Adriana Chechik, ancienne actrice pornographique, subi de graves blessures à la colonne vertébrale lors d’une chute à la TwitchCon, Dexerto tweete une phrase jugée inappropriée : "Former porn star Adriana Chechik gets her back blown out, this time by a hard floor at TwitchCon" ("L'ancienne star du porno Adriana Chechik se fait exploser le dos, cette fois par un sol dur à la TwitchCon"). Le tweet, qui suscite de vives critiques, est supprimé par la suite.